# Морро-д’Оро
Морро-д’Оро (итал. Morro d'Oro) — коммуна в Италии, располагается в регионе Абруццо, в провинции Терамо.
Население составляет 3468 человек (2008 г.), плотность населения составляет 123 чел./км². Занимает площадь 28 км². Почтовый индекс — 64020. Телефонный код — 085.
Покровителем коммуны почитается святитель Николай Мирликийский, празднование 6 декабря.

## Демография
Динамика населения:

## Администрация коммуны
- Официальный сайт: